# Udvarev Péter
Udvarev Péter (Polikrajste, 1949. május 31. – 2011. március 11.) bulgáriai születésű magyar labdarúgó.

## Pályafutása
1969 végéig a Vasas Dinamóban szerepelt. 1970 és 1975 között volt a Diósgyőri VTK labdarúgója. 59 élvonalbeli mérkőzésen szerepelt és nyolc gólt szerzett. Ezután a BKV Előre csapatában szerepelt. 1980-ban a Soroksári VOSE igazolta le.